# 红花茜草
红花茜草（学名：Rubia haematantha）为茜草科茜草属下的一个种。

## 扩展阅读
- 維基物種上的相關：红花茜草